# 超劇場版ケロロ軍曹 誕生!究極ケロロ 奇跡の時空島であります!!
『超劇場版ケロロ軍曹 誕生!究極ケロロ奇跡の時空島であります!!』（ちょーげきじょうばんケロロぐんそう たんじょう!きゅうきょくケロロきせきのじくうじまであります!!）は、日本のアニメーション映画。2010年2月27日に公開された、劇場版『ケロロ軍曹』の第5弾作品であり、劇場版5周年記念作品になっている。また、本シリーズの最終作でもある。同時上映は『超電影版SDガンダム三国伝 〜Brave Battle Warriors〜』。

## 概要
前作『超劇場版ケロロ軍曹 撃侵ドラゴンウォリアーズであります!』内にて公開が発表された。前作では日向冬樹の本来の声優である川上とも子が休養の合間に出演したのに対し、今作では当時川上の代役で出演していた桑島法子が冬樹の声を担当する。
ストーリーの原案は原作コミックス15巻に相当する原作第124話及び第125話が基となっており、本作はそのテレビアニメ版に位置付けられた作品となっている。おおよその設定は原作に基づいているが、劇場版作品であるという事にあたって、何人かの登場人物にアニメオリジナルの設定が追加されている他、原作には未登場である夏美・桃華・小雪・サブローの登場するシーンが本作オリジナルで追加されている。
主題歌は平原綾香が担当するが、ビクターエンタテインメント所属ではない歌手の起用は3作ぶりである。オープニングテーマは高田純次、松元環季が担当し、松元は声優としてもラナ役で出演する。
また、同時上映が非スピンオフ作品であるのは第1弾以来の4年ぶりとなる。
なおテレビシリーズが2011年3月をもって休止したため、2011年は劇場版が制作されず、現時点においては劇場版最終作となっている。

## ストーリー
ある日冬樹のもとに届いたケロロそっくりの奇妙な石像。その謎を解き明かすためにケロロと冬樹の大冒険が始まる。遥か地球（ペコポン）の裏側の神秘に満ちた絶海の孤島イースター島が舞台。そこに駆けつけたケロロ小隊と仲間達の前に現れたのは、愉快な精霊マナ、不思議な双子イオとラナ、永い眠りから復活した恐るべき伝説の邪霊アクアク。
果たして石像の正体は?そして驚きの「究極の戦士（ケロロ）」とは?劇場版5周年の今回は、シリーズ最大・最凶の敵と大激突。ケロロ小隊はどうなる!?

## 劇場版のみの登場人物
イオとラナ
声 - 本城雄太郎（イオ）、松元環季（ラナ）
イースター島に住まう不思議な双子の兄妹。腹に刻まれた色違いのマークに白色のヘッドバンド、紫色の瞳が特徴。イオが男の子でラナが女の子。双子と言うが、別にどちらが兄か姉かという事は無い。
青緑の髪に水色のマフラーと腰巻をして、腕と手首に緑色のペイントが1本刻まれているのがイオ、紫の髪に黄色の晒に腰巻とペンダントをして、腕と手首に桃色のペイントが2本刻まれているのがラナ。正体はマナが長い年月を経て力を蓄え、人間の姿をとれるほど強力になった存在。
マナ
イースター島の精霊達。とても愉快で、赤色、青色、黄色、紫色、緑色の5色が存在している。
アクアク
声 - 千葉繁
イースター島に伝わる悪戯好きの邪霊。紫色の丸い物体に三本の手足が生えるという不気味な姿をしており、目らしき物と4つの二重丸の様な赤いマークが刻まれている。口を開けて、飲み込んだ対象の能力を奪う事が可能。ケロロを除く小隊を全員飲み込み能力だけを吸収して吐き出した。人間が喜ぶ物（雨）、水が苦手だがあくまで嫌いなだけであり、これでは倒せない。
元の姿では喋ることができないが、飲み込んだ対象によってはコピーすると会話が可能となる。一人称は「アクアク様」で、口調は形態に関係なく普遍的なもので固定されている。
アクアククルル
クルルを飲み込んで知識をコピーした姿。小隊個々の動きを先読みしたり、弱点を知り尽くす他、攻撃面においても腕を変化させた刃や耳の部分から伸びたアクアクの手を扱い、既にかなりの戦闘能力を持つ。
アクアクタママ
アクアククルルがタママを飲み込んだ姿。タママの戦闘能力が上乗せされる。腕が変化する刃の他、タママインパクトを複製した「アクアクインパクト」、複数の標的を追尾する「アンドロメダインパクト」が必殺技。
アクアクドロロ
アクアクタママがドロロを飲み込んだ姿。忍術技能が追加。ドロロの忍者刀より若干大型の刀を使用し、劇中では更に強力となった暗殺術「虚嘘技（ウソテク）」を使用した。
アクアクギロロ
アクアクドロロがギロロを飲み込んだ最終形態で本作最大の敵。最後に白兵戦能力が加わった。三叉槍からビームを連射する他、次元に裂け目を生み出しモアイ型の特攻兵器を召喚する。更にチャージすることで強力な粒子砲を発射する事も出来る。自身と小隊4人の能力を併せ持つその圧倒的な実力故にケロロには興味を持たずに無視し、究極の悪戯「地球侵略」を開始するが、その油断で小隊復活の機会を与えてしまう。
最後はマケマケの力を手に入れたケロロに圧倒され、邪を封じる力を一点に集められた光をうけ、アリサ曰く「程よいサイズ」の大きさまで縮んでしまい、ケロロの力を奪おうとするが、アリサに身を拘束され、ネブラに捕食され消滅するというあっけない最期を迎えた。しかしラナ曰く、「アクアクが蘇れば自分たちも蘇る」と言っている辺り、復活の可能性はゼロではない。
マケマケ
イースター島を生み出した神様。本作では名前のみの登場であり、台詞や姿の登場はない。
究極ケロロ
マケマケの恩恵を受けて現世に蘇る形で復活したケロロ。全身が黄緑色で頭に植物の芽が生えている。詳しくはケロロを参照。
子供達
声 - 向田茉夏、矢神久美、松下唯（以上3名、当時SKE48）、竹達彩奈、寺本來可、石川桃子、巽悠衣子
役名なし
声 - 藤田麻美、佐倉綾音、柳田淳一

## 主題歌
- ケロパック（原曲・「くるみ割り人形」より 〜トレパック〜） （主題歌）
  - 歌：平原綾香/作詞：平原綾香/作曲：Pyotr Ilyich Tchaikovsky/編曲：坂本昌之/レーベル：ドリーミュージック
- メンドク星マーチ （オープニングテーマ）
  - 歌：高田純次&松元環季/作詞：織田佳子/作曲・編曲：ken/レーベル：flying DOG・JVCエンタテインメント

## プロモーション

### 入場者プレゼント
同時上映『超電影版SDガンダム三国伝 〜Brave Battle Warriors〜』とのコラボ雑誌「ミニケロランド」を配布。

### 前売り特典
前売り券の特典として、劇中にも登場するケロロモアイの形を模した消しゴム「ケロロモアイ消しゴム」を配布。鑑賞券1枚につき1つずつ貰えた。

### 関連商品

#### ノベライズ
- 伊豆平成『小説侵略！ケロロ軍曹　誕生！究極ケロロ 奇跡の時空島であります！！』KADOKAWA。ISBN 9784046310859。

同年2月22日発売。映画公開に先駆けて発売された。

#### DVD
同年9月24日に通常版・限定版の2バージョンが発売。本作品のみ限定バージョンの名が「豪華版」ではなく「限定版」として発売されている。

### 関連企画

#### ゲスト出演
『ピラメキーノ』
2010年2月22-25日まで、番組内『ピラメキたいそう』コーナーにケロロ軍曹が出演。また劇場で番組コラボグッズのハンカチも販売された。

#### 原作エピソード
第百二拾四話「冬樹の石像」・第百二拾伍話「激闘!!絶海之孤島大決戦!!」
本作の原案となる漫画版エピソード。ストーリーはネブラの正体を知る上で重要な話となっている。劇場版との違いは、以下の通り。
- 劇場版ではイオとラナの二人が登場しているが、原作では「イオと瓜二つなキャラ」が一人だけ登場している（ただし、身に付けている衣装が異なっており、性別の明確な判断もされていない）。
- 原作には5色のマナは出ておらず、マケマケも冬樹が読んでいた本の内容でしか出ていない。
- 原作ではアクアクはナパームを持ったドロロの「虚嘘技（ウソテク）」によりバラバラにされアリサ（ネブラ）が食べて終わった為、劇場版でのアクアクによるケロロ小隊吸収部分からは劇場版オリジナルとなり、マケマケケロロも登場しない。

第250話「冬樹の世界7不思議・イースター島編」
原作版での長編エピソード「冬樹の世界7不思議」の第二章として掲載された上記原作エピソードの後日譚。本作で劇場版の設定が一部逆輸入されて登場している他、不明寮だった点も明かされている。
- イオ関連
  - 原作版に登場した「イオと瓜二つなキャラ」の名前は、劇場版と同じくイオ。
  - イオの回想中、イオの弟として、ラナも登場している。
  - イオは、鳥人儀礼に失敗したものの、弟のラナが作った小さなモアイのおかげで冬樹の前に現れた。
- アクアク関連
  - 前回登場したアクアクは、クルルの解説によると「BC（バクテリアン）侵略種族」。
  - 劇場版で登場したケロロ小隊メンバー吸収形態が登場（ただしドロロは吸収されなかったため、アクアクドロロは登場しない）。

## 備考
- 2010年2月27-28日の興行通信社調べの映画観客動員ランキングによると、初登場で第6位、ぴあ初日映画満足度ランキングで第3位となっている。興行収入は2.3億円を記録している[1]。
- 本作では、前作で1度途切れた過去の劇場作品間のつながりが復活している[3]。